# Most Míru (Dolní Loučky)
Most Míru v obci Dolní Loučky v okrese Brno-venkov v Jihomoravském kraji, je železniční viadukt, který se nachází na trati Brno – Havlíčkův Brod. Překonává údolí s říčkou Libochůvkou a silnicí Dolní Loučky – Kuřimské Jestřabí. Postaven byl v letech 1940–1952.

## Historie
Dolnoloučský viadukt o délce 282 m a maximální výšce 42 m se nachází v km 37,099–37,381 nové trati mezi Brnem a Havlíčkovým Brodem, o jejíž stavbě bylo rozhodnuto v roce 1938. Úsek mezi stanicemi Tišnov a Řikonín měla stavět pražská firma Ing. Zdenko Kruliš. Protože most na tišnovské straně navazuje náspem na Loučský tunel, který byl ražen od podzimu 1939, začala samotná stavba viaduktu v létě 1940 poté, co bylo jasné, kam dosáhne násep tvořený horninou vyrubanou z tunelu. Tehdejší projekt počítal s ocelovým viaduktem na betonových pilířích o šesti nebo sedmi polích. Budování prvního pilíře, tišnovské opěry, bylo zahájeno v září 1940. V létě 1941 však byla stavba přerušena, neboť kvůli nedostatku oceli, jež byla primárně určena pro vojenské účely, musel být most přeprojektován na třináctiklenbový betonový viadukt, jehož líce pilířů jsou tvořeny žulovými kvádry. Po obnovení prací byla opěra na tišnovské straně upravena, postupně byly v letech 1942 a 1943 postaveny pilíře č. 2–6 (č. 2, 3 a 5 až k patě kleneb), byla postavena podzemní část pilíře č. 8 a bylo zahájeno budování základů pilíře č. 12. Stavební aktivita se ale vzhledem k postupující válce zpomalovala, až byla k 31. prosinci 1943 zcela zastavena.
Stavba tratě byla obnovena v roce 1946, k zahájení prací na mostě u Dolních Louček mělo dojít na jaře 1947. Kvůli nedostatku pracovních sil, cementu i žulových kvádrů požádal v září 1946 stavební dozorce Petr Havránek o změnu projektu. Místo nevybudovaných pilířů č. 7–12 měl být podle něj postaven dlouhý betonový oblouk, čímž by se výrazně ušetřilo. Projektanti na ředitelství ČSD navrhli několik variant o různém rozpětí hlavního oblouku, z nichž byla vyhodnocena jako nejlevnější verze o rozpětí 110 m. Povšechný návrh byl schválen na jaře 1950, ještě téhož roku došlo k obnovení prací na viaduktu. Podnik Stavby silnic a železnic, jehož součástí byla i znárodněná firma Kruliš, nejprve realizovala betonové klenby u již postavených pilířů, které byly dokončeny na jaře 1951; poté probíhaly přípravy na stavbu chybějící části mostu. Ke schválení nového projektu došlo v srpnu 1951. V původní podobě, s obkladem žulovými kvádry, byl vybudován pilíř č. 8, který však byl zmenšen na šířku dvou metrů. Na zbylé části jeho zvětšeného základu vznikl betonový pilíř č. I, na druhé straně údolí pilíř č. II. Část základů původního pilíře č. 12, existující od roku 1943, byla zasypána. Od jara 1951 bylo stavěno bednění pro velký oblouk, jehož betonáž proběhla od 22. října do 22. prosince 1951. Výztuž oblouku měla hmotnost 190 tun (celého mostu 420 tun). Kvůli nedostatku dřeva bylo pro podepření bednění použito trubkové lešení, tehdy nejrozsáhlejší na světě. Celková hmotnost lešení byla 790 tun, spotřebováno bylo přes 160 km trubek a přes 102 tisíc spojek. Po dokončení oblouku byly betonovány stojky a mostovka, jako poslední potom deska mezi pilířem č. II a Panáčkovou skálou na žďárské straně. Stavba viaduktu byla dokončena v srpnu 1952. Doprava na trati byla slavnostně zahájena 20. prosince 1953.